# Přední kopec (Orlické hory)
Přední kopec (německy Vorderberg) je vrchol v České republice ležící v pohoří Orlické hory. Vrchol se v minulosti nazýval Přední vrch, používání tohoto názvu je doloženo ještě na státní mapě z roku 1984.

## Poloha
Přední kopec je nejvyšším pojmenovaným vrcholem Bartošovické vrchoviny, která je severní částí nejnižšího podcelku Orlických hor Mladkovské vrchoviny (vyšším bodem je bezejmenný vrchol s nadmořskou výškou 704 metrů u jejího severozápadního okraje). Nachází se v lesním masívu Žamberských lesů jižně od obce Bartošovice v Orlických horách, asi 4,5 km východně od Rokytnice v Orlických horách. V rámci hřebenu není příliš výškové výrazný, větší převýšení vykazuje na severovýchodním, západním a jižním svahu.

## Vodstvo
Hřeben Bartošovické vrchoviny z východu obtéká Divoká Orlice a potoky odvodňující svahy Předního kopce patří do jejího povodí.

## Vegetace
Vrcholová partie Předního kopce a jihozápadní svah jsou zalesněny. Na severovýchodním svahu se nacházejí pole, pod východním svahem se nachází přírodní památka Rašeliniště pod Předním vrchem.

## Komunikace
Východně od vrcholu Předního kopce prochází napříč hřebenem silnice z Bartošovic v Orlických horách do Kunvaldu. Tu kříží jižně od vrcholu vedoucí červeně značená Jiráskova cesta od Haničky na Zemskou bránu.

## Stavby
V okolí vrcholu Předního kopce se žádné významné funkční stavby nenacházejí. Jižně od něj byl v druhé polovině třicátých let vybudován pás československého opevnění, který zahrnuje velké množství těžkých i lehkých objektů. Nacházejí se zde i nepravidelně muzejně zpřístupňované pěchotní sruby R-S 64 a R-S 65.